# DHB-Pokal der Frauen 2016/17
Der DHB-Pokal der Frauen 2016/17 war die 43. Austragung des wichtigsten deutschen Hallenhandball-Pokalwettbewerbs für Frauen. DHB-Pokalsieger 2017 wurde der Buxtehuder SV, der im Finale den TuS Metzingen mit 24:23 bezwang. Titelverteidiger war der HC Leipzig.

## Teilnehmende Mannschaften
Folgende Mannschaften waren für den DHB-Pokal der Frauen 2016/17 qualifiziert:
| Bundesliga | 2. Bundesliga | 3. Liga | Oberligen | 5. Liga und tiefer                                                                                      |
| - Thüringer HC - TuS Metzingen - HC Leipzig - SG BBM Bietigheim - VfL Oldenburg - BV Borussia 09 Dortmund - Buxtehuder SV - TSV Bayer 04 Leverkusen - HSG Blomberg-Lippe - HSG Bad Wildungen Vipers - Frisch Auf Göppingen - SVG Celle - Füchse Berlin - SGH Rosengarten-Buchholz | - Neckarsulmer Sport-Union - TV Nellingen - SG H2Ku Herrenberg - SV Union Halle-Neustadt - HC Rödertal - HSG Bensheim/Auerbach - TV Beyeröhde - TSV Haunstetten - BSV Sachsen Zwickau - TG Nürtingen - SV Werder Bremen - FSG Mainz 05/Budenheim - DJK/MJC Trier - SG TSG/DJK Bretzenheim - SG 09 Kirchhof | Staffel Nord: - TSV Nord Harrislee Staffel Ost: - MTV 1860 Altlandsberg Staffel Süd: - TSG Ketsch - VfL Waiblingen | Baden-Württemberg-OL: - TV Brombach Bayernliga: - HG Zirndorf OL Hessen: - TSG Oberursel Mitteldeutsche OL: - SC Markranstädt - Thüringer HC II OL Niedersachsen: - HSG Heidmark OL Niederrhein: - TV Aldekerk Nordseeliga: - SFN Vechta - Elsflether TB Ostsee-Spree-OL: - BFC Preussen Berlin - SV Grün-Weiß Schwerin RPS-Liga: - SG Ottersheim-Bellheim-Zeiskam - HSV Püttlingen - TV Bassenheim OL Westfalen: - Sauerland Wölfe - TV Einigkeit Netphen | Sachsen-Anhalt-Liga: - Magdeburger SV 90 Rheinhessenliga: - TG Osthofen Hamburg-Liga: - SG Bergedorf/VM |

Die aufgeführten Ligazugehörigkeiten entsprechen denen der Saison 2015/16.

## Hauptrunden

### 1. Runde
An der 1. Runde nahmen noch keine der zwölf Bundesligisten der Saison 2015/16 teil, die nicht abgestiegen sind. Die Auslosung fand am 2. Juli 2016 am Rande der Mitgliederversammlung der Handball-Bundesliga Frauen in Rotenburg an der Fulda statt, wobei die einzelnen Partien aus vier regional aufgeteilten Losgruppen gezogen wurden. Die Spiele der 1. Runde fanden am Wochenende um den 3. September 2016 statt. Die Gewinner zogen in die 2. Runde ein.
| Datum             | Uhrzeit   | Heimmannschaft                 |     | Gastmannschaft           | Ergebnis      |
| ----------------- | --------- | ------------------------------ | --- | ------------------------ | ------------- |
| Losgruppe 1:      |           |                                |     |                          |               |
| 2. September 2016 | 20:00 Uhr | Neckarsulmer Sport-Union       | – A | TG Nürtingen             | 30:25 (16:13) |
| 3. September 2016 | 17:00 Uhr | HG Zirndorf                    | –   | TSG Ketsch               | 25:42 (14:17) |
| 3. September 2016 | 19:00 Uhr | VfL Waiblingen                 | –   | SG H2Ku Herrenberg       | 22:28 (10:11) |
| 3. September 2016 | 20:00 Uhr | SG Ottersheim-Bellheim-Zeiskam | –   | TV Brombach              | 22:18 (10:8)  |
| 4. September 2016 | 15:00 Uhr | TV Nellingen                   | –   | TSV Haunstetten          | 28:24 (14:11) |
| 4. September 2016 | 15:30 Uhr | TG Osthofen                    | –   | HSV Püttlingen           | 19:20 (9:12)  |
| Losgruppe 2:      |           |                                |     |                          |               |
| 3. September 2016 | 18:00 Uhr | SFN Vechta                     | –   | TSV Nord Harrislee       | 27:31 (13:13) |
| 3. September 2016 | 18:30 Uhr | SV Werder Bremen               | –   | SGH Rosengarten-Buchholz | 23:30 (12:15) |
| 4. September 2016 | 15:00 Uhr | SV Grün-Weiß Schwerin          | –   | Elsflether TB            | 44:25 (18:15) |
| 4. September 2016 | 16:00 Uhr | SG Bergedorf/VM                | –   | HSG Heidmark             | 21:28 (10:17) |
| Losgruppe 3:      |           |                                |     |                          |               |
| 2. September 2016 | 19:00 Uhr | TSG Oberursel                  | –   | TV Beyeröhde             | 18:42 (11:23) |
| 3. September 2016 | 18:00 Uhr | TV Einigkeit Netphen           | –   | Sauerland Wölfe          | 21:27 (11:14) |
| 4. September 2016 | 16:00 Uhr | TV Aldekerk                    | –   | HSG Bensheim/Auerbach    | 17:36 (10:16) |
| 4. September 2016 | 16:00 Uhr | FSG Mainz 05/Budenheim         | –   | SG TSG/DJK Bretzenheim   | 27:23 (12:12) |
| 4. September 2016 | 17:00 Uhr | TV Bassenheim                  | –   | DJK/MJC Trier            | 18:33 (10:16) |
| Losgruppe 4:      |           |                                |     |                          |               |
| 3. September 2016 | 16:00 Uhr | BFC Preussen Berlin            | –   | MTV 1860 Altlandsberg    | 11:29 (7:14)  |
| 3. September 2016 | 18:00 Uhr | Thüringer HC II                | –   | BSV Sachsen Zwickau      | 26:37 (14:19) |
| 3. September 2016 | 19:00 Uhr | SC Markranstädt                | –   | HC Rödertal              | 25:22 (15:12) |
| 4. September 2016 | 14:30 Uhr | Magdeburger SV 90              | –   | SG 09 Kirchhof           | 13:41 (7:18)  |
| 4. September 2016 | 16:00 Uhr | SV Union Halle-Neustadt        | –   | Füchse Berlin            | 31:27 (15:14) |

### 2. Runde
An der 2. Runde nahmen neben den Siegern der 1. Runde auch die 12 Bundesligisten der Saison 2015/16 teil, die nicht abgestiegen sind. Die Auslosung der Partien fand am 6. September 2016 auf der HBF-Geschäftsstelle in Dortmund statt und erfolgte in zwei Losgruppen, die nach geographischen Gesichtspunkten eingeteilt waren. Gespielt wurde am Wochenende um den 1. Oktober 2016. Die Gewinner der einzelnen Partien ziehen in das Achtelfinale ein.
| Datum              | Uhrzeit   | Heimmannschaft                 |   | Gastmannschaft           | Ergebnis      |
| ------------------ | --------- | ------------------------------ | - | ------------------------ | ------------- |
| Losgruppe 1:       |           |                                |   |                          |               |
| 1. Oktober 2016    | 14:30 Uhr | TSV Nord Harrislee             | – | VfL Oldenburg            | 17:31 (10:14) |
| 1. Oktober 2016    | 17:00 Uhr | HSG Heidmark                   | – | SC Markranstädt          | 26:38 (16:20) |
| 1. Oktober 2016    | 17:00 Uhr | Sauerland Wölfe                | – | SGH Rosengarten-Buchholz | 23:35 (10:19) |
| 1. Oktober 2016    | 18:00 Uhr | SV Union Halle-Neustadt        | – | SVG Celle                | 33:35 (15:18) |
| 1. Oktober 2016    | 18:30 Uhr | SV Grün-Weiß Schwerin          | – | HSG Blomberg-Lippe       | 26:48 (13:26) |
| 1. Oktober 2016    | 19:00 Uhr | HSG Bad Wildungen Vipers       | – | BV Borussia 09 Dortmund  | 23:25 (10:13) |
| 1. Oktober 2016    | 19:30 Uhr | Buxtehuder SV                  | – | HC Leipzig               | 28:25 (16:9)  |
| 1. Oktober 2016    | 19:30 Uhr | MTV 1860 Altlandsberg          | – | SG 09 Kirchhof           | 31:33 (17:19) |
| Losgruppe 2:       |           |                                |   |                          |               |
| 30. September 2016 | 19:30 Uhr | SG Ottersheim-Bellheim-Zeiskam | – | TSG Ketsch               | 20:38 (9:16)  |
| 30. September 2016 | 19:30 Uhr | DJK/MJC Trier                  | – | SG BBM Bietigheim        | 22:35 (13:16) |
| 30. September 2016 | 20:00 Uhr | HSV Püttlingen                 | – | TSV Bayer 04 Leverkusen  | 15:45 (7:21)  |
| 1. Oktober 2016    | 18:00 Uhr | Neckarsulmer Sport-Union       | – | HSG Bensheim/Auerbach    | 28:23 (12:12) |
| 1. Oktober 2016    | 18:00 Uhr | TV Beyeröhde                   | – | BSV Sachsen Zwickau      | 35:29 (20:14) |
| 1. Oktober 2016    | 19:30 Uhr | FSG Mainz 05/Budenheim         | – | TuS Metzingen            | 29:33 (13:20) |
| 1. Oktober 2016    | 19:30 Uhr | TV Nellingen                   | – | Frisch Auf Göppingen     | 23:31 (9:18)  |
| 2. Oktober 2016    | 15:00 Uhr | SG H2Ku Herrenberg             | – | Thüringer HC             | 20:30 (10:13) |

### Achtelfinale
Am 1. Oktober 2016 wurde im Anschluss an die Zweitrunden-Begegnung zwischen dem Buxtehuder SV und dem HC Leipzig das Achtelfinale ausgelost. Die Spiele des Achtelfinales fanden überwiegend am Wochenende um den 5. November 2016 statt. Die Gewinner der einzelnen Partien zogen in das Viertelfinale ein.
| Datum            | Uhrzeit   | Heimmannschaft           |   | Gastmannschaft           | Ergebnis      |
| ---------------- | --------- | ------------------------ | - | ------------------------ | ------------- |
| 26. Oktober 2016 | 19:30 Uhr | SG 09 Kirchhof           | – | SG BBM Bietigheim        | 26:46 (13:25) |
| 2. November 2016 | 19:30 Uhr | Thüringer HC             | – | HSG Blomberg-Lippe       | 31:20 (17:7)  |
| 5. November 2016 | 17:30 Uhr | TSG Ketsch               | – | SVG Celle                | 28:26 (10:12) |
| 5. November 2016 | 18:00 Uhr | TV Beyeröhde             | – | Frisch Auf Göppingen     | 25:32 (14:11) |
| 5. November 2016 | 18:00 Uhr | Neckarsulmer Sport-Union | – | VfL Oldenburg            | 29:32 (11:17) |
| 5. November 2016 | 19:00 Uhr | SC Markranstädt          | – | SGH Rosengarten-Buchholz | 26:28 (14:16) |
| 5. November 2016 | 19:30 Uhr | BV Borussia 09 Dortmund  | – | Buxtehuder SV            | 21:29 (12:15) |
| 6. November 2016 | 16:00 Uhr | TSV Bayer 04 Leverkusen  | – | TuS Metzingen            | 23:30 (14:14) |

### Viertelfinale
Im Anschluss an das Bundesliga-Spitzenspiel zwischen der SG BBM Bietigheim und TuS Metzingen wurden am 9. November 2016 die Viertelfinal-Paarungen ausgelost. Die Spiele fanden am 11. und 14. Januar 2017 statt. Die Gewinner der einzelnen Partien zogen in das Final Four ein.
| Datum           | Uhrzeit   | Heimmannschaft           |     | Gastmannschaft       | Ergebnis      |
| --------------- | --------- | ------------------------ | --- | -------------------- | ------------- |
| 11. Januar 2017 | 19:30 Uhr | SGH Rosengarten-Buchholz | – B | Buxtehuder SV        | 20:23 (10:9)  |
| 11. Januar 2017 | 20:00 Uhr | TuS Metzingen            | –   | VfL Oldenburg        | 27:26 (15:13) |
| 11. Januar 2017 | 20:00 Uhr | SG BBM Bietigheim        | –   | TSG Ketsch           | 47:22 (23:11) |
| 14. Januar 2017 | 18:00 Uhr | Thüringer HC             | –   | Frisch Auf Göppingen | 31:26 (13:11) |

## Final Four
Das Final Four fand am Wochenende 27./28. Mai 2017 in der EgeTrans Arena in Bietigheim-Bissingen statt.

### Halbfinale
Die Halbfinalspiele wurden am 8. Februar 2017 im Anschluss an die Bundesliga-Partie zwischen der SG BBM Bietigheim und dem Thüringer HC ausgelost.
| Datum        | Uhrzeit   | Heimmannschaft    |   | Gastmannschaft | Ergebnis                |
| ------------ | --------- | ----------------- | - | -------------- | ----------------------- |
| 27. Mai 2017 | 14:30 Uhr | SG BBM Bietigheim | – | Buxtehuder SV  | 22:30 (7:12)            |
| 27. Mai 2017 | 17:00 Uhr | Thüringer HC      | – | TuS Metzingen  | 22:23 (20:20, 7:6) n.S. |

### Finale
| Datum, Uhrzeit          | Heimmannschaft |   | Gastmannschaft | Ergebnis      |
| ----------------------- | -------------- | - | -------------- | ------------- |
| 28. Mai 2017, 13:00 Uhr | Buxtehuder SV  | – | TuS Metzingen  | 24:23 (14:12) |

Buxtehuder SV: Lenz, Rühter, Gronemann – Meyer, Fischer, Nijboer, Gubernatis, Knippenborg, Schirmer, Oldenburg, Bölk, Goos, Kaiser, Hayn, Prior
TuS Metzingen: Obein, Janković – Zapf, Amega, Szekerczés, Loerper, Karlsson, Løseth, Ingenpaß, Großmann, Weigel, Vollebregt, Obradović, Beddies, Behnke